# Evangelický hřbitov v Horní Líštné
Evangelický hřbitov v Horní Lištné se nachází ve městě Třinec, v části Horní Líštná, a to u silnice II/476. Má rozlohu 7297 m² (bez pozemku s kapličkou).

## Historie
Evangelický (luterský) hřbitov v Horní Líštné byl založen roku 1859; byl určen pro evangelíky z Horní Líštné, Dolní Líštné a z Třince. Současně se založením byla na hřbitově vybudována márnice (kaplička) se zvonicí, na níž byly umístěny tři zvony vyrobené u Ignáce Hilzera z Vídeňského Nového Města. Posvěcení hřbitova se uskutečnilo 15. října 1859. Prvním pohřbeným se stal Jerzy Bujok z Třince. Ještě v průběhu 19. století byl hřbitov pro nedostatek místa dvakrát rozšířen. Během první světové války byly zvony zrekvírovány. Nové (ocelové) zvony byly pořízeny až roku 1929. Od roku 1956 provozoval hřbitov Místní národní výbor v Horní Lištné. Pohřební obřady se v márnici přestaly vykonávat roku 1981. Roku 2000 bylo velké množství historických náhrobků odstraněno.
Hřbitov je ve vlastnictví sboru SCEAV v Třinci, který je od roku 2013 i jeho provozovatelem.